# Шегата (филм)
„Шегата“ (на чешки: Žert) е чехословашки филм от 1969 година, драма с елементи на политическа сатира на режисьора Яромил Иреш по негов собствен сценарий, базиран на едноименния роман на Милан Кундера.
В центъра на сюжета е мъж, подложен на политически преследвания през 50-те години, който се опитва неуспешно да отмъсти на свой бивш състудент кариерист, съблазнявайки съпругата му. Главните роли се изпълняват от Йозеф Сомр, Яна Дитетова, Людек Мунзар.
Макар и пуснат по екраните малко след Окупацията на Чехословакия от Варшавския договор, филмът е приет за твърде критичен към тоталитарния комунистически режим и скоро е забранен.